# Agiabampo Uno
Campo Pesquero Agiabampo es una localidad tipo congregación del  Municipio de Huatabampo ubicada en el sur del estado mexicano de Sonora, cercana a la costa del Mar de Cortés y el límite divisorio con el vecino estado de Sinaloa. Según los datos del Censo de Población y Vivienda realizado en 2010 por el Instituto Nacional de Estadística y Geografía (INEGI), Agiabampo Uno tiene un total de 1,929 habitantes.
Agiabampo Uno se sitúa en las coordenadas geográficas 26°21′51″ de latitud norte y 109°08′31″ de longitud oeste del meridiano de Greenwich, a una elevación de 6 metros sobre el nivel del mar.

## Referencias

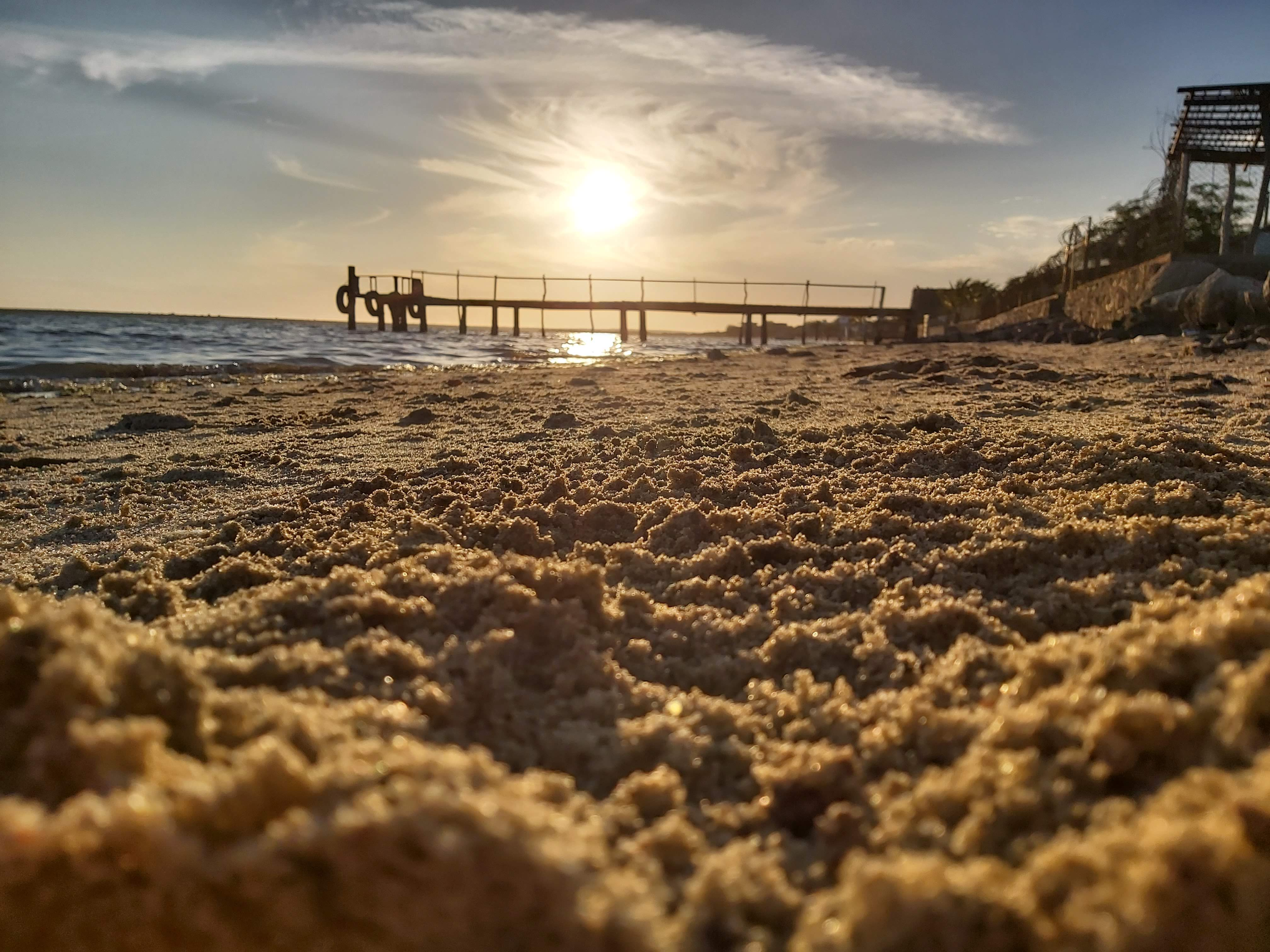
Vista al muelle de Agiabampo 1